# Gonane
Les gonanes sont les formes du stérane où respectivement les cycles B et C, et les cycles C et D sont en position trans.
Les anneaux A et B des gonanes peuvent aussi être en position cis (5β-gonane) ou trans (5α-gonane).
|                                            |                                          |
| 5α-gonane: cycles A et B en position trans | 5β-gonane: cycles A et B en position cis |